# 마지막 레슨
마지막 레슨(La derniere lecon, The Final Lesson)은 프랑스에서 제작된 파스칼 포자두 감독의 2015년 가족, 드라마 영화이다. 마르뜨 빌라론가 등이 주연으로 출연하였다.

## 출연

### 주연
- 마르뜨 빌라론가
- 상드린 보네르

### 조연
- 앙트완 뒬레리
- 질 코엔
- 사빈 파코라

## 제작진
- 음향: 알렉시스 플레이스